# RMS Mauretania (1906)
El RMS Mauretania fue un transatlántico británico diseñado por el ingeniero naval Leonard Peskett y construido en los astilleros de Swan Hunter & Wigham Richardson para la compañía naviera Cunard Line, que operó entre 1907 y 1934 en la ruta del Atlántico entre Southampton y Nueva York.
Botado el 20 de septiembre de 1906, superaba en tonelaje a su buque gemelo, el RMS Lusitania, convirtiéndose en el barco de pasajeros más grande del mundo hasta la botadura del RMS Olympic, el nuevo transatlántico de la naviera rival White Star Line, en 1910; también se hizo con el título del navío más rápido de su época hasta la introducción del SS Bremen en 1929. Rápidamente, el Mauretania se convirtió en uno de los barcos más queridos entre los pasajeros. 
Tras realizar la travesía más rápida en sentido este en su viaje inaugural, en diciembre de 1907, también logró capturar la «Banda Azul», galardón a la travesía más rápida en sentido oeste, en 1909. El Mauretania mantendría ambos récords durante dos décadas.
El barco fue bautizado en honor a la provincia romana del mismo nombre, ubicada en la costa noroeste de África, no por el país actual de Mauritania, que se localiza más al sur. Una nomenclatura similar se empleó para bautizar al Lusitania, su barco gemelo, bautizado en honor de la provincia romana de Lusitania, situada al norte del estrecho de Gibraltar, actualmente Portugal. El Mauretania permaneció en activo hasta 1934, cuando fue retirado del servicio de pasajeros y después desguazado.

## Historia

### Introducción

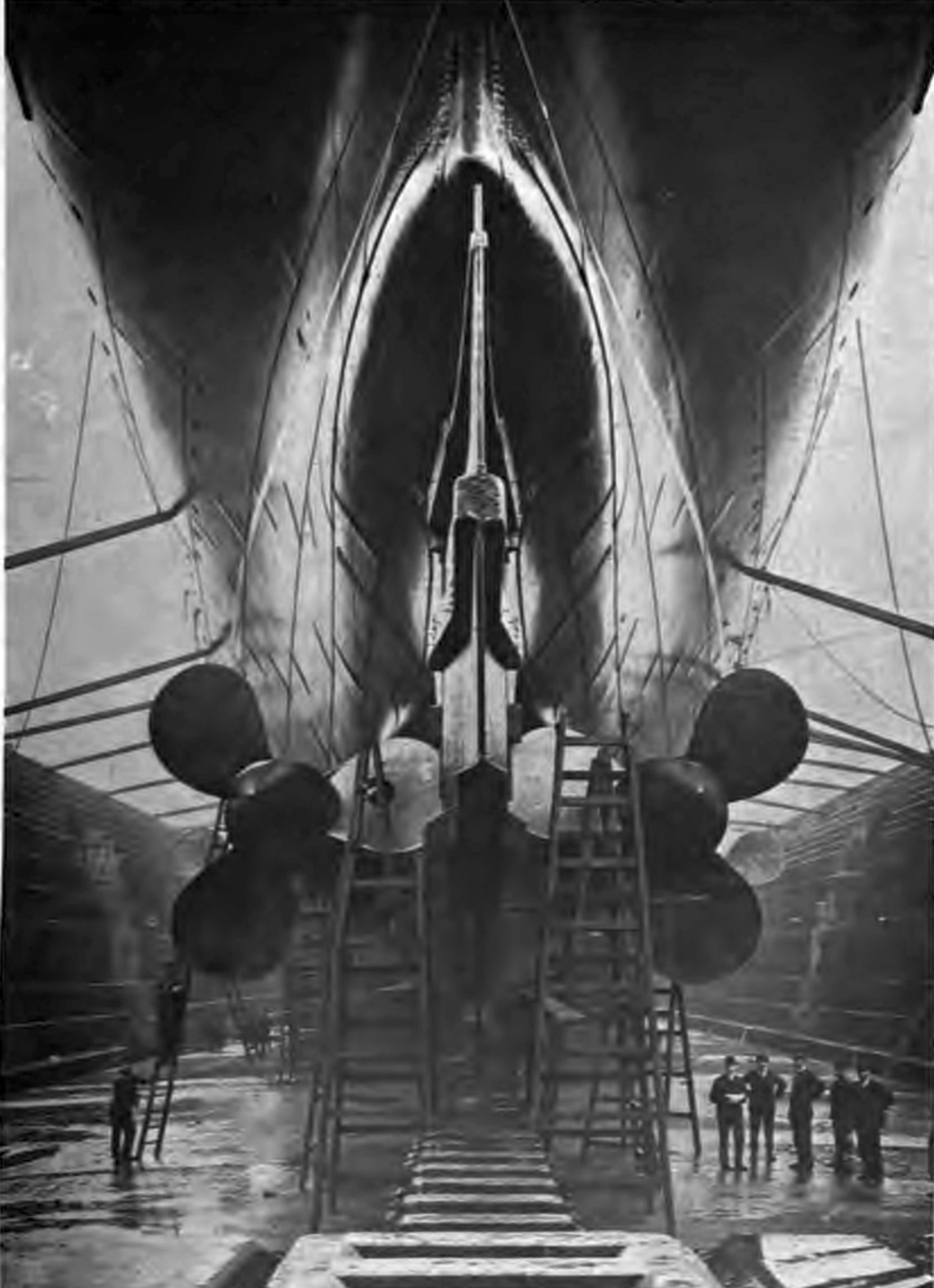
Trabajadores posando bajo las hélices del Mauretania durante una estancia del buque en dique seco.

En 1897, el SS Kaiser Wilhelm der Grosse, propiedad de la empresa alemana Norddeutscher Lloyd, se convirtió en el barco más grande y rápido del mundo. Con una velocidad cercana a los 22 nudos, le arrebató la «Banda Azul» a los transatlánticos RMS Campania y RMS Lucania de Cunard. Así, la Alemania imperial pasó a dominar el comercio de pasajeros en el océano Atlántico. En 1906 disponían de cinco transatlánticos de cuatro chimeneas en servicio, cuatro de ellos propiedad de la Norddeutscher Lloyd, siendo conocidos como los buques de la clase Kaiser.
Por la misma época, la compañía International Mercantile Marine Co., propiedad del financiero estadounidense J. P. Morgan, estaba tratando de monopolizar el comercio de pasajeros, habiendo adquirido una de las principales líneas navieras del Reino Unido, la White Star Line.
En vista de estos acontecimientos, Cunard estaba determinada a retomar su prestigio, no únicamente para la compañía, sino para todo el país. En 1902, Cunard alcanzó un acuerdo con el gobierno británico para construir dos nuevos transatlánticos, el Lusitania y el Mauretania, con una velocidad de crucero garantizada de al menos 24 nudos. El gobierno estaba dispuesto a prestar 2 600 000 £ de entonces para la construcción de ambos barcos, financiados a un interés del 2,75 % para ser devueltos en 20 años, bajo la condición de que ambos buques pudieran ser reconvertidos en cruceros mercantes armados en caso necesario; también, como parte de la financiación, el Almirantazgo acordó con Cunard en pagar una suma adicional de 150 000 £ al año como subsidio por el envío del correo postal.

### Diseño y construcción

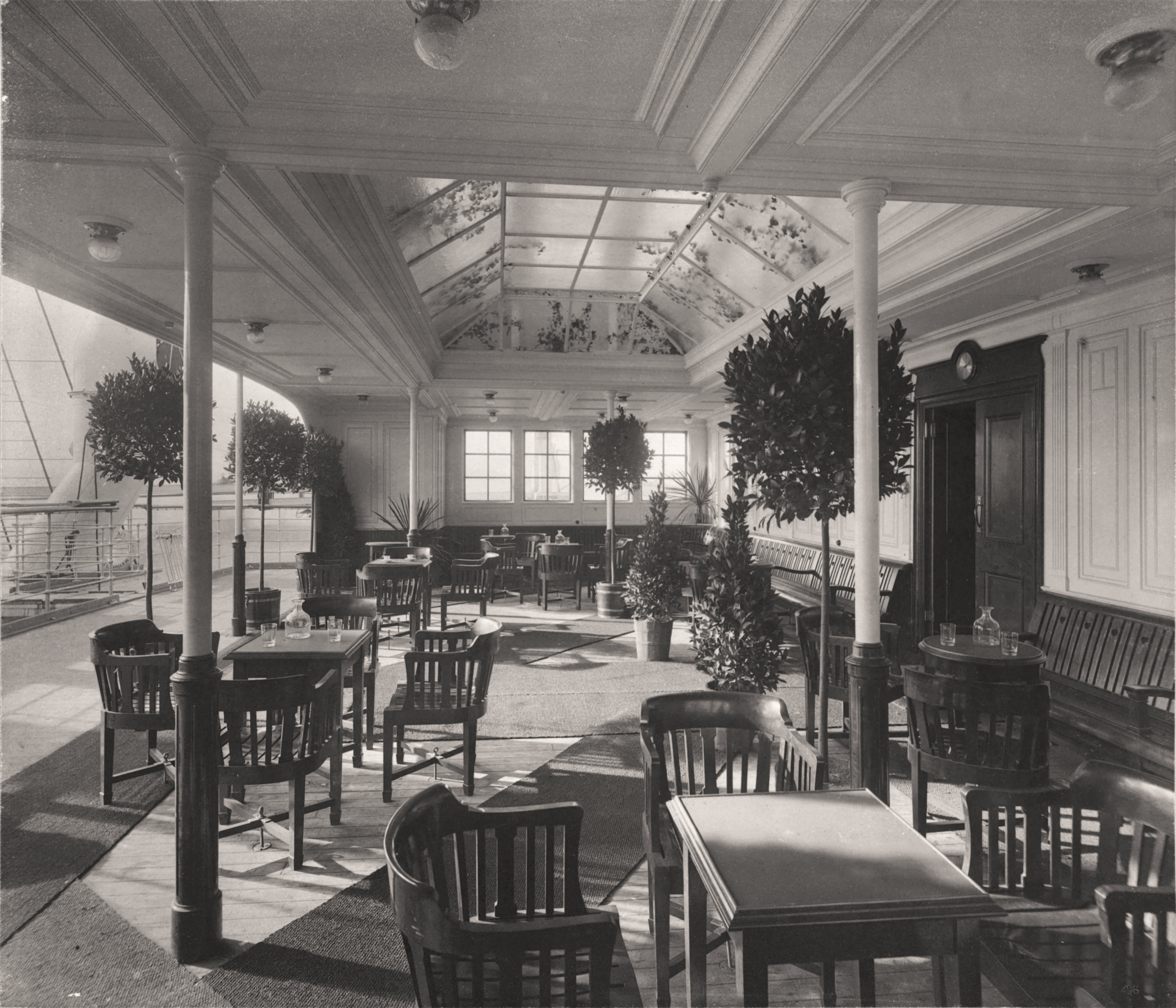
Café Verandah del Mauretania, ubicado en la cubierta de botes.

El Mauretania fue diseñado por el arquitecto Leonard Peskett y construido por el astillero de Swan Hunter & Wigham Richardson, ubicado en Wallsend, Tyne y Wear. 
Botado el 20 de septiembre de 1906, se diferenciaba de su buque hermano, el Lusitania, en el diseño de sus respiraderos y en el castillo de proa (que era más largo superando en casi un metro la eslora de su gemelo), entre otros detalles. 
En aquel momento, junto al Lusitania, eran los barcos de pasajeros más grandes, lujosos y rápidos del mundo. Su diseño marcó tendencia y sirvió más tarde para inspirar a ingenieros navales de la competencia en sus proyectos para superarlo. Su sistema de propulsión, la turbina de vapor, fue un invento revolucionario implementado en la tecnología de transatlánticos.

### Primeros años de servicio (1907-1914)

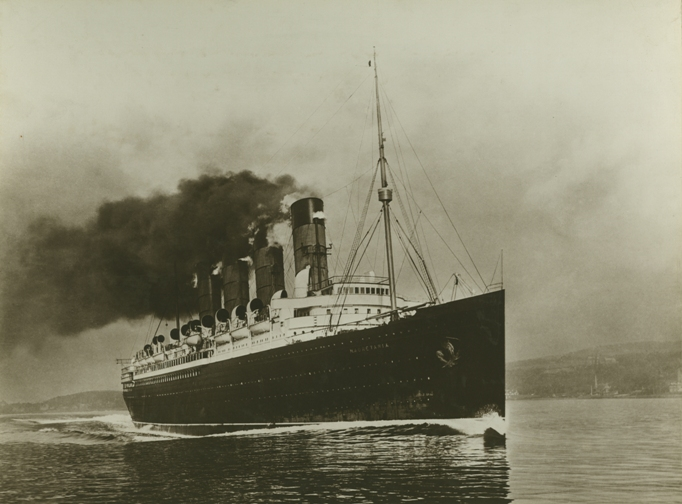
El Mauretania pasando por el castillo Wemyss y la torre del reloj de Skelmorlie, durante sus pruebas de mar,.

El Mauretania zarpó de Liverpool en su viaje inaugural el 16 de noviembre de 1907, bajo el mando de su primer capitán, John Pritchard, y se hizo con el récord a la travesía más rápida del Atlántico en sentido este en su viaje de vuelta, con una velocidad media de 23,69 nudos. 
En septiembre de 1909, el Mauretania obtuvo la «Banda Azul» por la travesía más rápida en sentido oeste, un récord que permanecería a su nombre durante más de dos décadas. Pronto se convertiría en uno de los barcos favoritos entre los pasajeros gracias al lujo, la velocidad y la seguridad que proporcionaba.

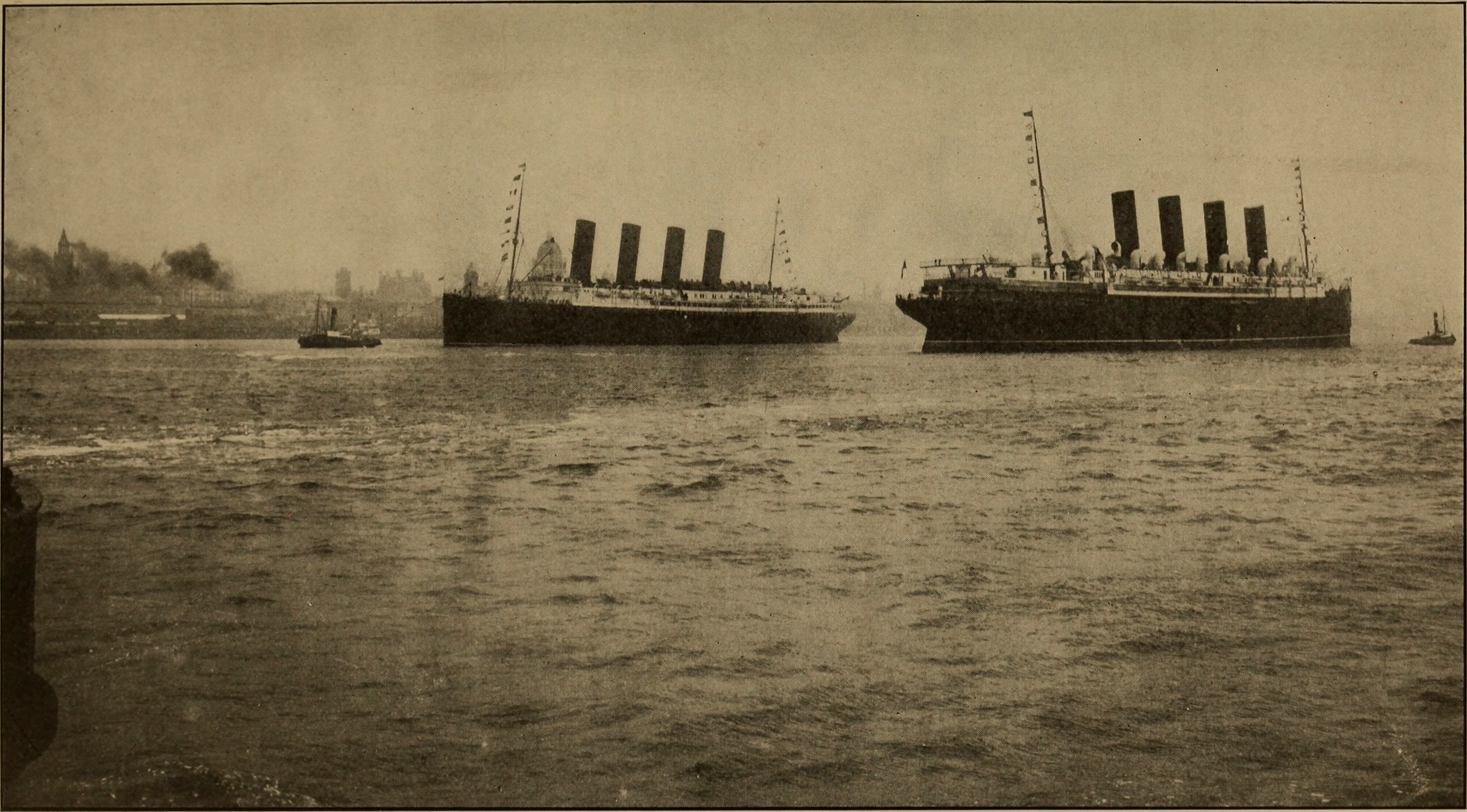
Fotografía del Mauretania (der) y el (izq) navegando juntos en el puerto de Liverpool, hacia 1911.

En diciembre de 1911, como ya había sucedido en Nueva York un año antes, el Mauretania se soltó accidentalmente de sus amarras en el río Mersey, dañándose y obligando a cancelar su viaje especial a Estados Unidos en Navidad. En una rápida sucesión de eventos, Cunard reasignó el viaje del Mauretania a su barco gemelo, el Lusitania, que había llegado recientemente de Nueva York, bajo el mando del capitán James Charles. Así, el Lusitania sustituyó a su gemelo en el viaje navideño, llevando a los encantados viajeros a América. 
El Mauretania se encontraba en una travesía hacia el oeste, de Liverpool a Nueva York, que comenzó el 10 de abril de 1912, y estaba atracado en Queenstown (Irlanda) cuando se produjo el hundimiento del RMS Titanic. De hecho, el Mauretania transportaba el manifiesto de la carga del Titanic mediante correo certificado. Viajando en el Mauretania, se encontraba el presidente de la Cunard, A.A. Booth, que organizó una vigilia por las víctimas del desastre.
En julio de 1913, los reyes Jorge V y María realizaron un paseo por el Mauretania, entonces el buque mercante más rápido, añadiendo mayor distinción a la reputación del barco. El 26 de enero de 1914, mientras el Mauretania se encontraba en su revisión anual en Liverpool, cuatro hombres perdieron la vida y seis resultaron heridos cuando un tanque de gas explotó mientras trabajaban en una de las turbinas. No obstante, el daño material fue mínimo, siendo reparado en el nuevo dique seco de Gladstone. Dos meses después, el buque retornó al servicio habitual.

### Primera Guerra Mundial (1914-1919)
El Mauretania, como muchos otros barcos, jugaría un papel importante durante la Primera Guerra Mundial. Poco después de que el Reino Unido declarara la guerra a Alemania el 4 de agosto de 1914, el buque se apresuró hacia Halifax, en Nueva Escocia, (Canadá) arribando a puerto el 6 de agosto. Poco después, tras el comienzo de las hostilidades, el Mauretania y su buque hermano, el Lusitania, fueron requisados por el almirantazgo británico para servir como cruceros armados, pero su gran tamaño y elevado consumo de combustible los hacía poco apropiados para esta tarea; por lo que ambos se reincorporaron al servicio civil el 11 de agosto.

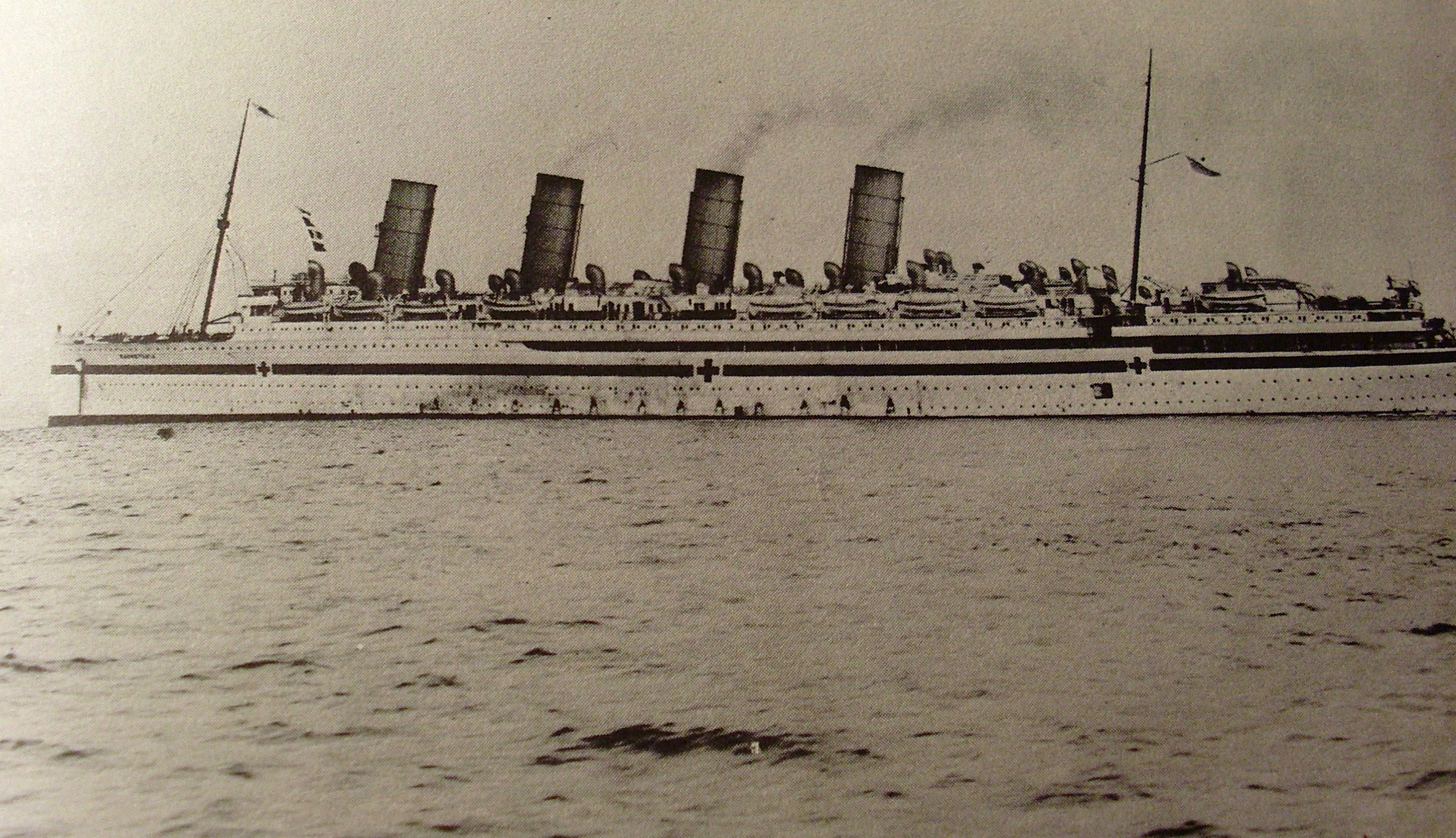
El Mauretania como buque hospital, fotografiado hacia 1915.

Posteriormente, debido a la falta de pasajeros dispuestos a cruzar el Atlántico, el Mauretania fue amarrado en Liverpool hasta mayo de 1915, cuando se produjo el hundimiento del Lusitania por un submarino alemán, lo que forzó su regreso a la actividad. Cunard había planeado que el Mauretania ocupara el vacío dejado por su gemelo, pero entonces el gobierno británico lo requisó de nuevo para ser utilizado como transporte de tropas, para llevar soldados británicos a la campaña de Galípoli.
En dichas travesías evitó ser presa de los submarinos alemanes debido a su elevada velocidad, así como gracias a la elevada experiencia de su tripulación. Como barco de transporte de tropas, su casco fue repintado en color gris y las chimeneas en color negro, de igual forma que otros barcos militares de transporte.
Cuando el combinado de fuerzas británicas y francesas empezaron a sufrir grandes bajas, se ordenó que el Mauretania fuera reconvertido en barco hospital, junto a su nuevo hermano, el Aquitania, y el HMHS Britannic de la White Star, para tratar a los heridos, hasta el 25 de junio de 1916. Durante su servicio como barco hospital, el buque fue pintado en color blanco, con grandes cruces rojas alrededor del casco, posiblemente con señales iluminadas en ambos costados.

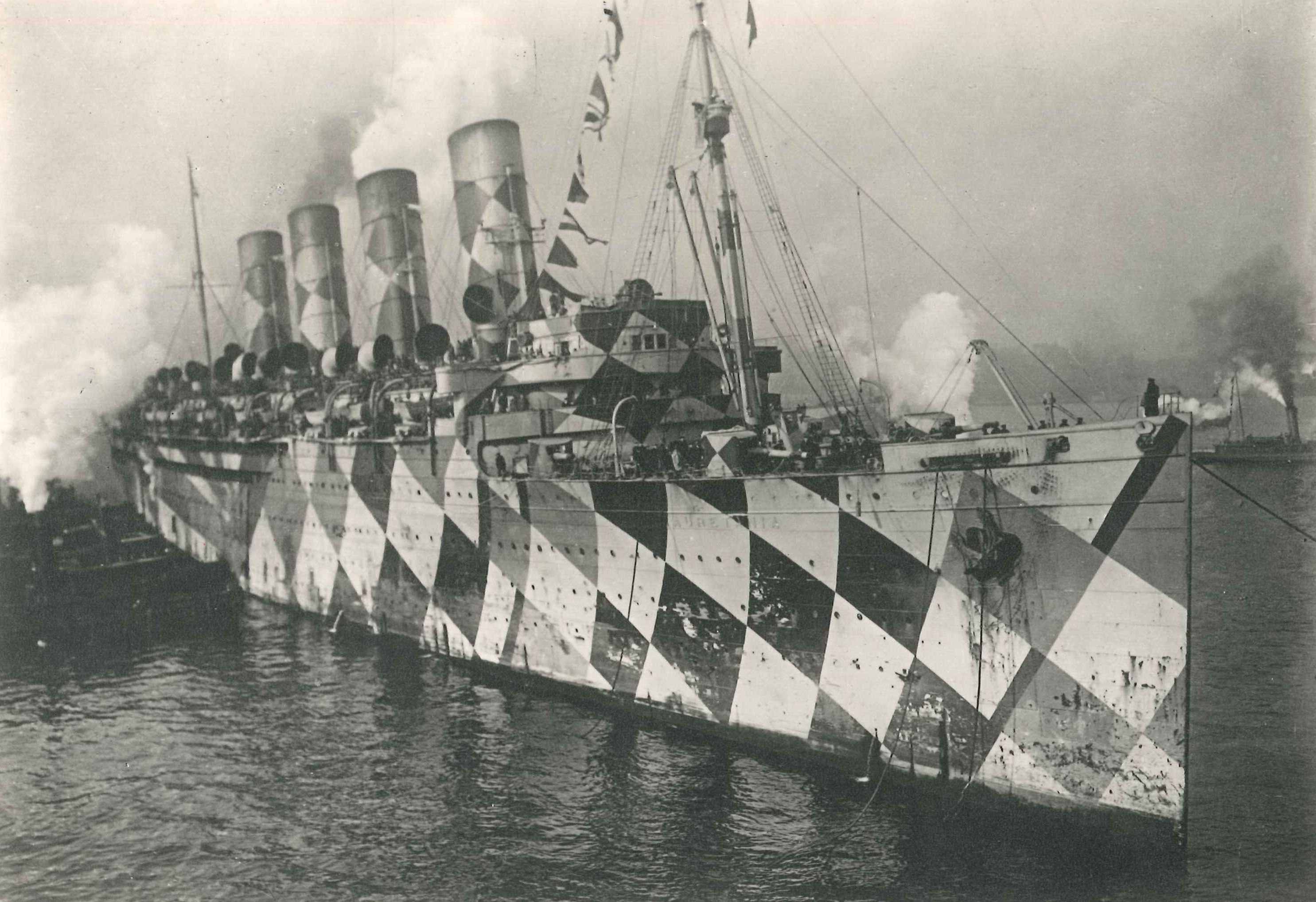
El Mauretania, pintado con camuflaje dazzle, trasladando tropas estadounidenses hacia Europa, c. 1917.

Siete meses después, a finales de 1916, el Mauretania fue reconvertido de nuevo en buque para el transporte de tropas, cuando el gobierno canadiense solicitó el traslado de sus tropas a Liverpool desde Halifax.
Sus servicios de guerra todavía no habían acabado cuando Estados Unidos declaró la guerra a Alemania en 1917, transportando miles de tropas norteamericanas. El buque era conocido por el almirantazgo como HMS Tuberose hasta el final de la guerra, pero el nombre oficial de Cunard nunca fue modificado. Desde 1918, fue dotado con dos patrones de camuflaje, un tipo de recubrimiento abstracto del casco diseñado por Norman Wilkinson en 1917, en un esfuerzo para confundir a los barcos y submarinos enemigos. El primer patrón de camuflaje, aplicado al casco en marzo de 1918, era curvilíneo, con grandes zonas en tonos de color oliva, negro, gris y azul. El segundo esquema era más geométrico, patrón conocido como dazzle en inglés. Este diseño, aplicado en julio de 1918, consistía en varias zonas con tonos grises y azul oscuro. Tras su servicio durante la guerra, el casco fue repintado en gris y finalmente devuelto a los colores habituales de Cunard a mediados de 1919.

### Carrera posterior (1919-1935)

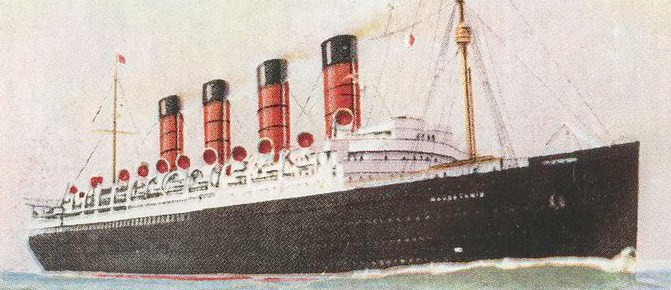
Postal del Mauretania, c. 1922.

El Mauretania retornó al servicio civil el 21 de septiembre de 1919. Su apretado calendario de viajes impidió que se le realizara una gran revisión de mantenimiento prevista para 1920. No obstante, en 1921, Cunard lo retiró del servicio transatlántico tras desatarse un incendio en la cubierta E, y decidió finalmente realizar al buque una extensa y necesitada revisión. Volvió a los astilleros en Tyne, donde fue construido, y sus calderas serían reconvertidas para quemar diésel, reincorporándose al servicio de pasajeros en marzo de 1922. Fue también durante estos años que su cubierta de paseo fue cerrada. 
Cunard se dio cuenta entonces de que el Mauretania a duras penas podía mantener la velocidad regular de crucero que había mantenido hasta entonces. Aunque la velocidad de crucero había mejorado respecto a unos meses atrás, y ahora solo consumía 680 toneladas de combustible, frente a las 910 toneladas de carbón que consumía previamente, no estaba operando a las velocidades alcanzadas antes de la guerra. Durante una travesía oceánica en 1922, el buque alcanzó una velocidad media de solo 19 nudos. Cunard decidió que las una vez revolucionarias turbinas necesitaban desesperadamente un buen chequeo. En 1923, comenzó una nueva revisión a fondo en Southampton. Las turbinas del Mauretania fueron desmanteladas. A mitad de la revisión, los trabajadores del astillero fueron a huelga y los trabajos se paralizaron, por lo que Cunard decidió remolcar el buque a Francia, donde se completaron los trabajos en un astillero de Cherburgo. En mayo de 1924, el barco estaba listo para retornar al servicio transatlántico.

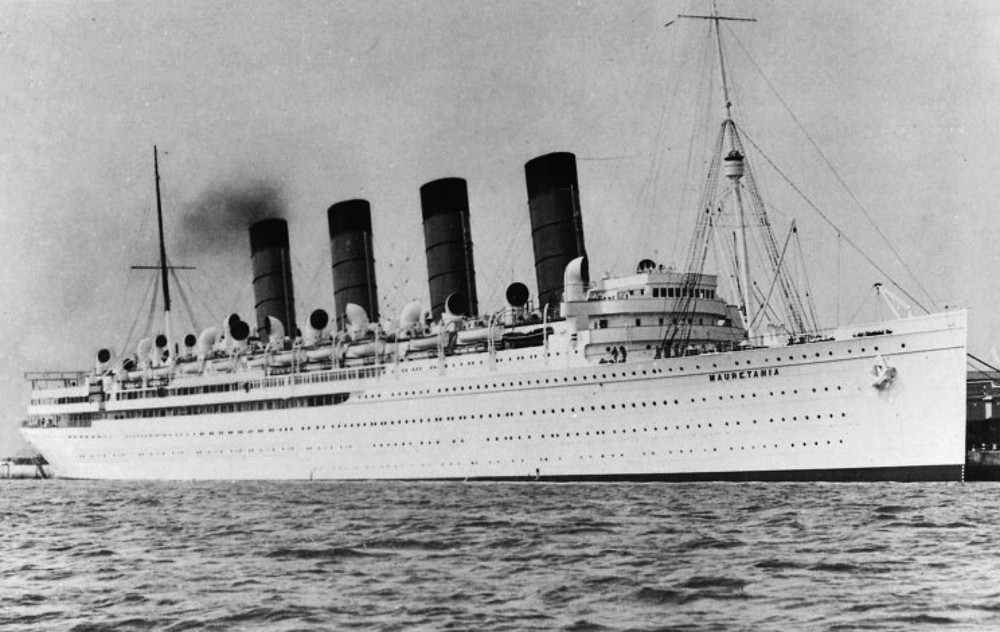
El Mauretania atracando en el puerto de Southampton en 1933.

En 1928, el Mauretania fue modernizado con un nuevo diseño interior y, durante el año siguiente, su récord de velocidad fue batido por un navío alemán, el SS Bremen, con una velocidad de 28 nudos. El 27 de agosto, Cunard permitió al antiguo transatlántico realizar un último intento de recapturar el récord de manos alemanas. Fue retirado del servicio y se modificaron los motores para obtener una mayor potencia que permitiera alcanzar mayor velocidad; sin embargo, no fue suficiente. El Bremen simplemente representaba una nueva generación de transatlánticos que eran mucho más potentes y tecnológicamente avanzados sobre el envejecido buque de Cunard. No obstante, aunque el Mauretania no pudo batir a su rival, perdió por un mínimo margen tras décadas de mejoras en el diseño naval, y batió todos sus récords de velocidad, tanto en sentido este como oeste. 
En 1929, colisionó con un ferry cerca del faro Robbins Reef. No hubo víctimas ni heridos, y los daños fueron rápidamente reparados.
En los comienzos de los años 1930, acicateado por la Gran Depresión y los nuevos competidores en la travesía del atlántico, sus servicios decayeron en gran medida, siendo destinado como barco de cruceros, realizando viajes de seis días entre Nueva York y Halifax. El 19 de noviembre de 1930, el Mauretania rescató a 28 personas (y también al gato) del barco mercante sueco SS Ovidia, hundido en el océano Atlántico a 400 millas al sudeste de Cabo Race, Terranova. En junio de 1933, su casco fue pintado en blanco y verde para el servicio de cruceros.

### Retiro y desguace

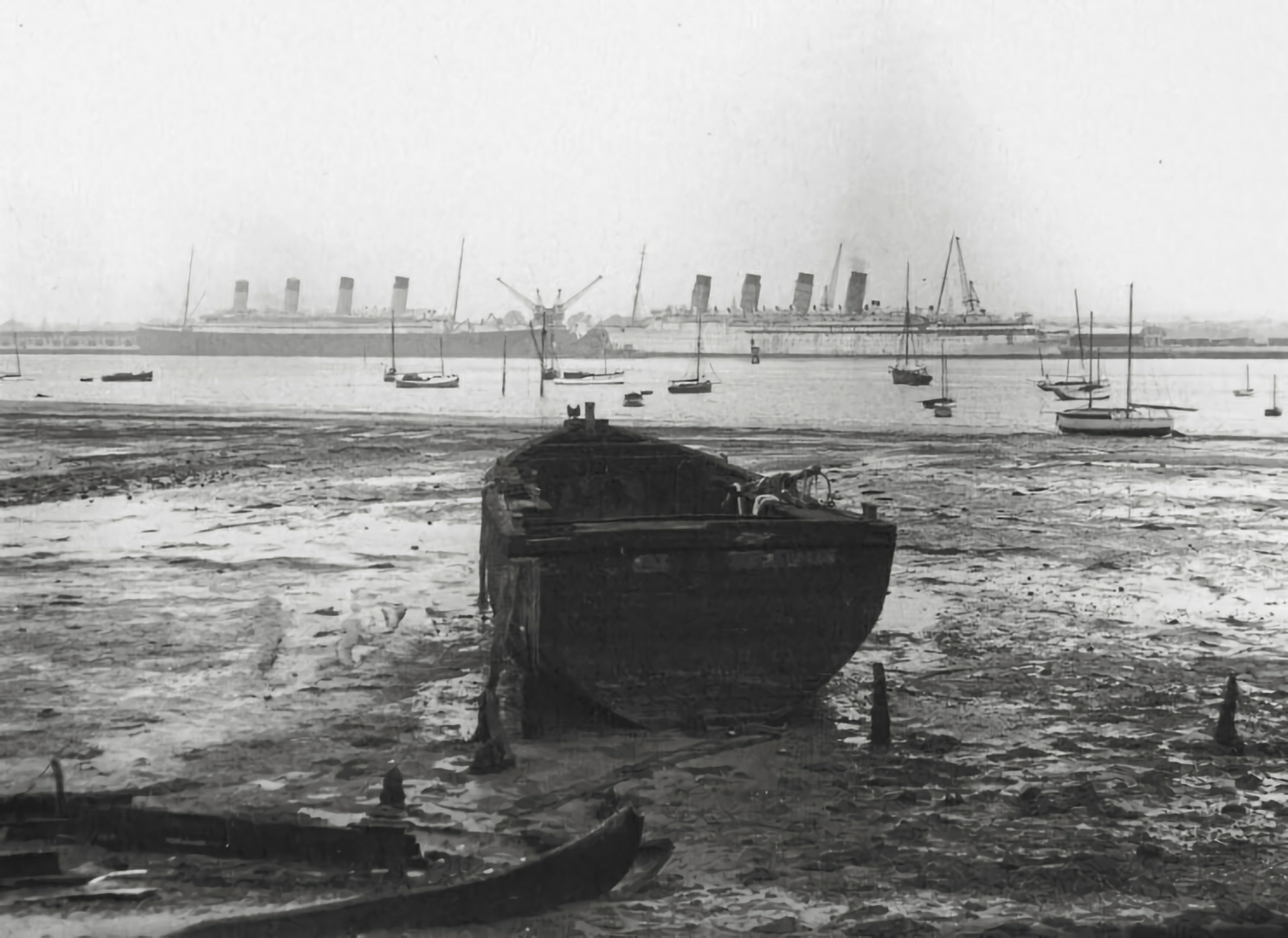
El Mauretania (der) amarrado en los nuevos muelles de Southampton en 1935, antes de su último viaje hacia Escocia para ser desguazado. A la izquierda, se observa al, que también sería enviado al desguace en octubre de ese año.

Después de la fusión de Cunard con la White Star Line en mayo de 1934, para formar la Cunard White Star Line, el Mauretania fue retirado del servicio cuatro meses más tarde, tras casi 27 años de carrera, junto con otros buques veteranos que, debido a los altos costes para seguir manteniéndolos, hicieron que la nueva compañía tomara la decisión de declararlos excedentarios y retirarlos gradualmente del servicio.  
Estos barcos tuvieron numerosos destinos tras ser retirados. La mayoría de ellos fueron enviados al desguace —como sucedió con el propio Mauretania, el RMS Olympic o el RMS Homeric— aunque algunos transatlánticos contemporáneos —como en el caso del Berengaria o el Majestic—, permanecieron en servicio con la Cunard White Star hasta que la compañía introdujo el RMS Queen Mary y el RMS Queen Elizabeth en 1936 y en 1940, respectivamente. 

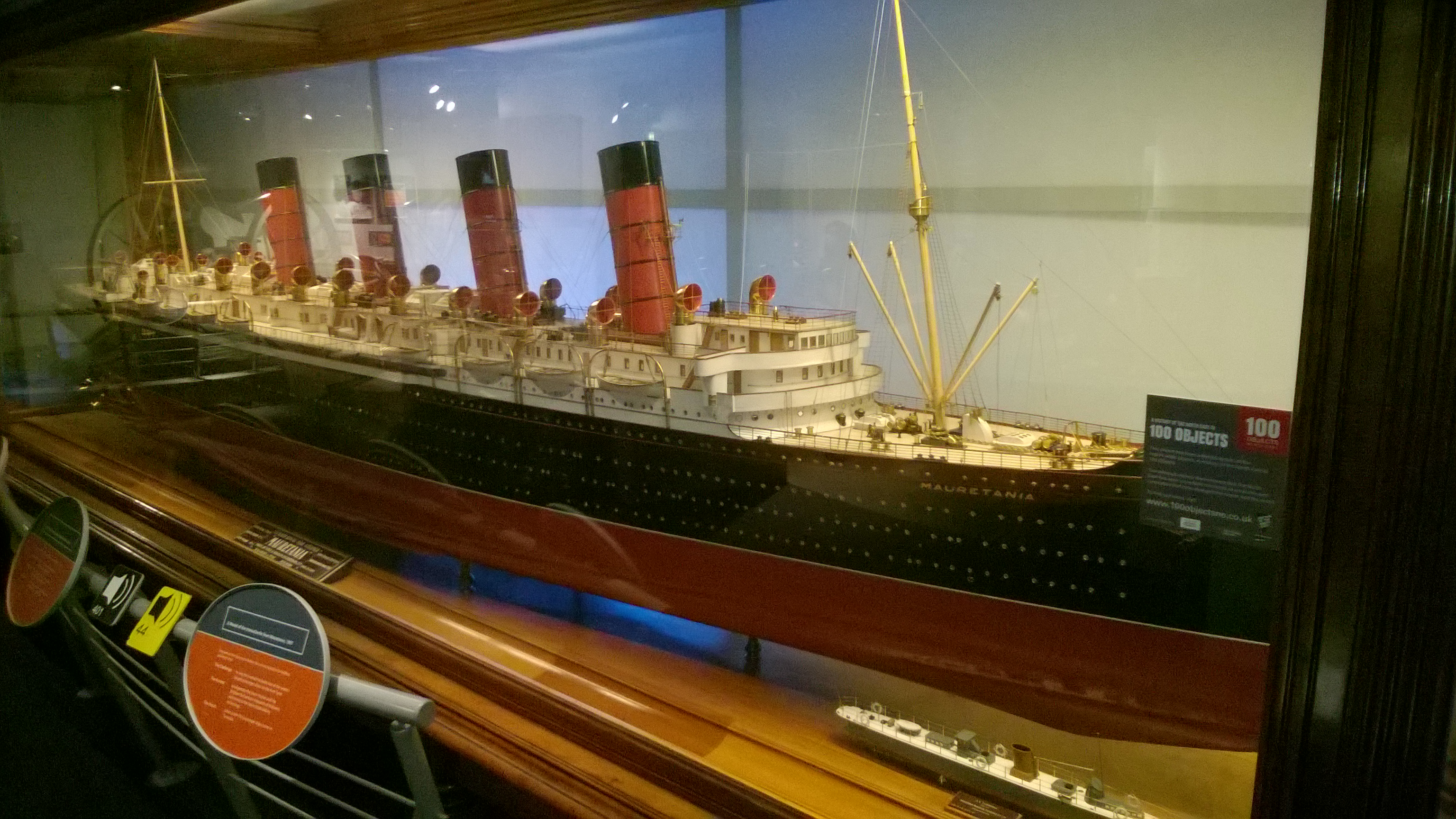
Maqueta del Mauretania, en el Discovery Museum de Newcastle. Junto a la proa, se encuentra una maqueta del, el primer barco propulsado por turbinas de vapor, ideado por Charles Parsons en 1897.

En mayo de 1935, sus interiores fueron subastados por Hampton and Sons y, el 1 de julio de ese año, partió desde Southampton por última vez con destino a Rosyth (Escocia), para ser posteriormente desguazado. Llegó allí tras una tormenta moderada en la mañana del 4 de julio. El Mauretania fue abierto al público por última vez el domingo 8 de julio y contó con una asistencia de 20 000 personas, cuya recaudación de las visitas fue destinada a la caridad local. 
El desguace del buque comenzó poco después y se realizó con mucha celeridad. Inusualmente, comenzó a ser desguazado a flote pero en dique seco, con un complejo sistema de maderas y marcas en el casco para vigilar su balanceo. Un mes después de comenzar los trabajos, las chimeneas habían sido demolidas, y para 1936 no quedaba más que el casco, que fue trasladado para su desguace final. Llamativamente sus hélices necesitaron explosivos para ser retiradas.
Su prolongada trayectoria marcó un hito en la historia de los navíos de línea. La retirada de un barco tan querido generó protestas de muchos de sus pasajeros, incluyendo a Franklin D. Roosevelt, presidente de Estados Unidos, que escribió una carta privada protestando contra el desguace.